# David Miller (tenore)
David Leigh Miller (San Diego, 14 aprile 1973) è un tenore statunitense.
Fa parte del quartetto musicale Il Divo.

## Biografia
David Miller è nato il 14 aprile 1973 a San Diego, in California, ma è cresciuto a Littleton. Ha tre sorelle ed è il più giovane dei quattro cantanti della formazione Il Divo. Nel 2010 si è sposato a New York con il soprano Sarah Joy Kabanuck, che ha acquisito il nome di Sarah Joy Miller.

## Discografia

### Opera
- 2002 – Baz Luhrmanns - La Bohème (Broadway)